# 盖朗厄尔
盖朗厄尔（挪威語：Geiranger）是挪威西部默勒-鲁姆斯达尔郡斯特兰达市镇的一个旅游业村落，位于盖朗厄尔峡湾的顶点。最近的城市是奥勒松。
盖朗厄尔拥有世界上壮观的景色，被孤独星球称为斯堪的纳维亚最佳旅游目的地。2005年，盖朗厄尔峡湾地区列为世界遗产。七姊妹瀑布就位于盖朗厄尔以西。盖朗厄尔教堂是盖朗厄尔一带地区的主要教堂。

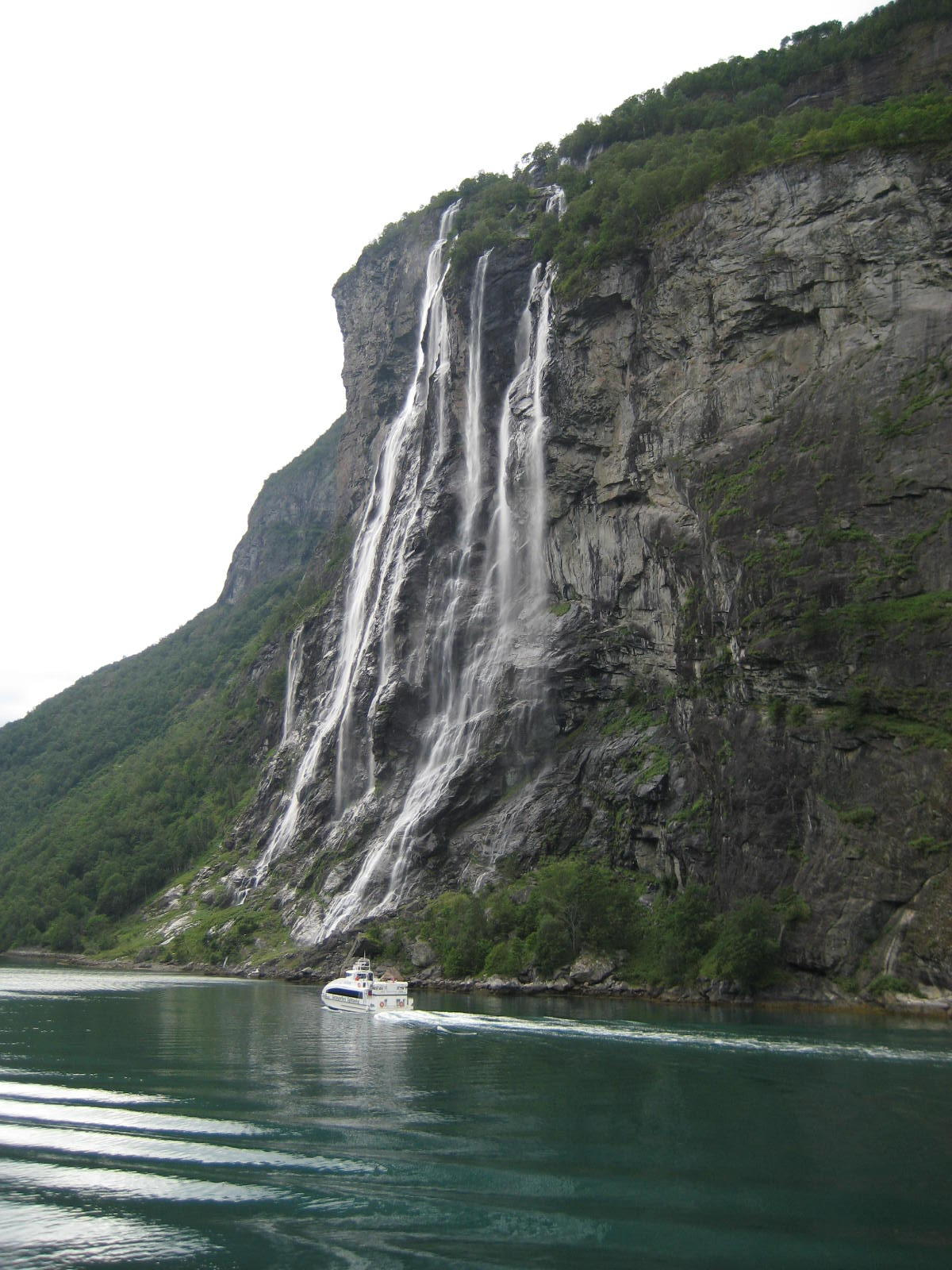
七姐妹瀑布
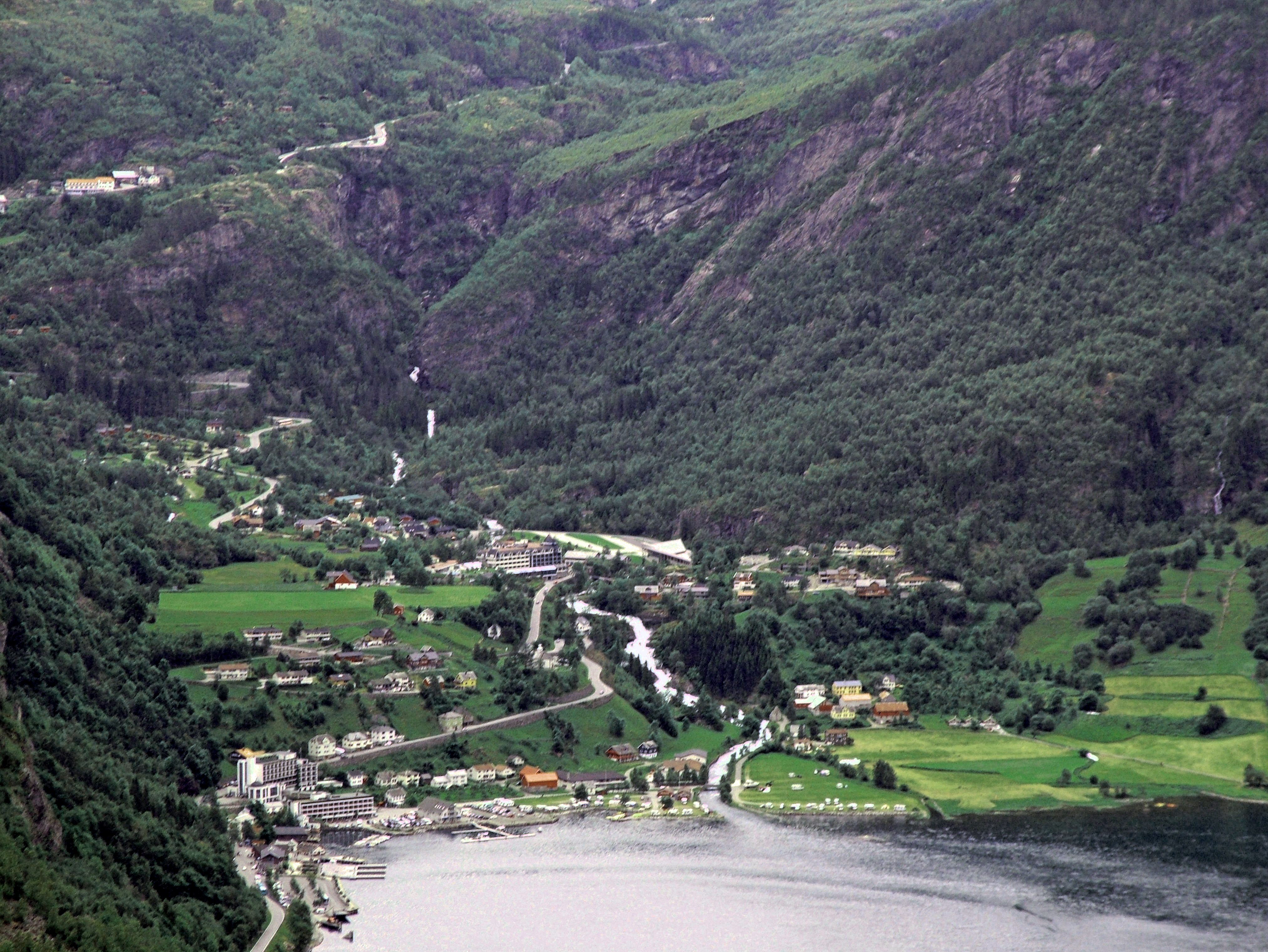
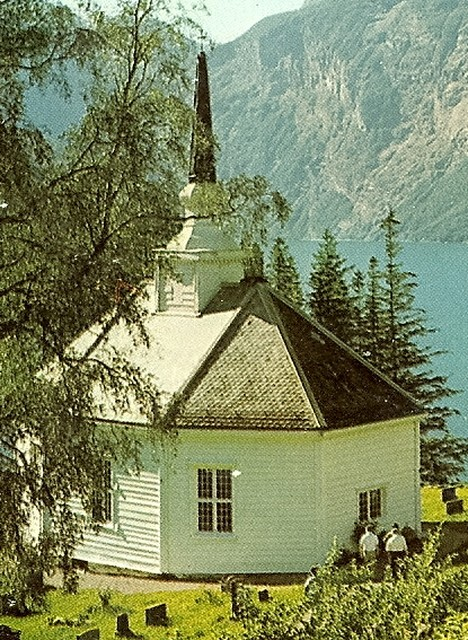
盖朗厄尔教堂
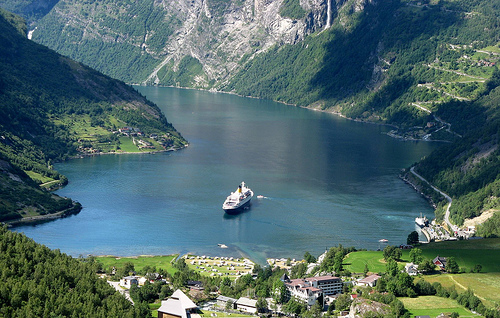
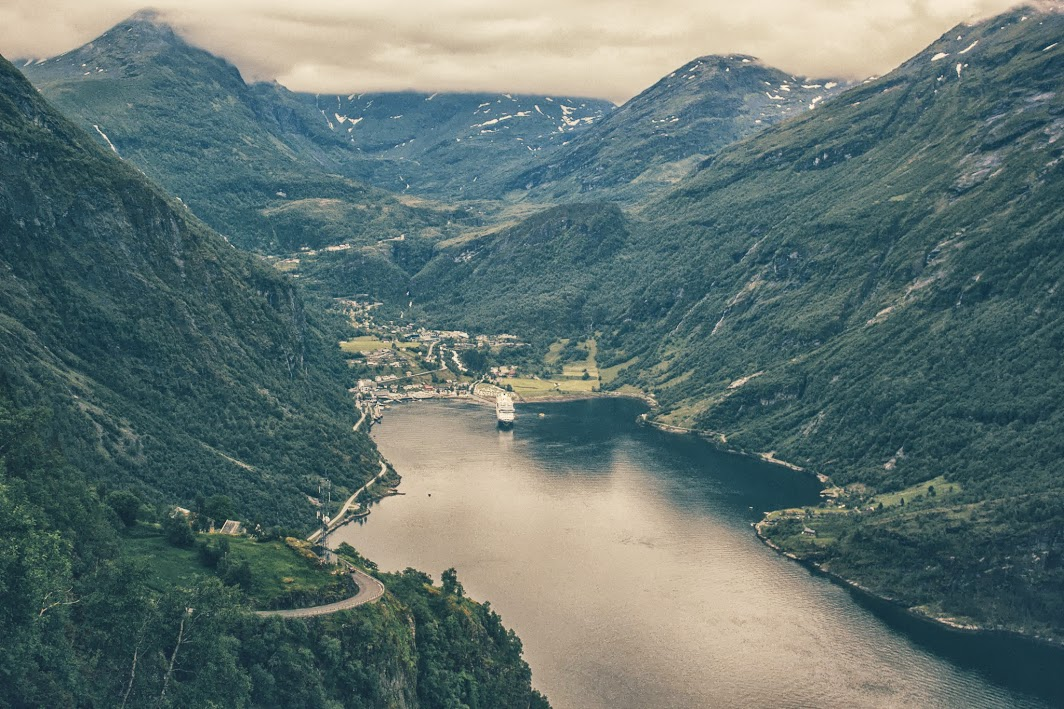
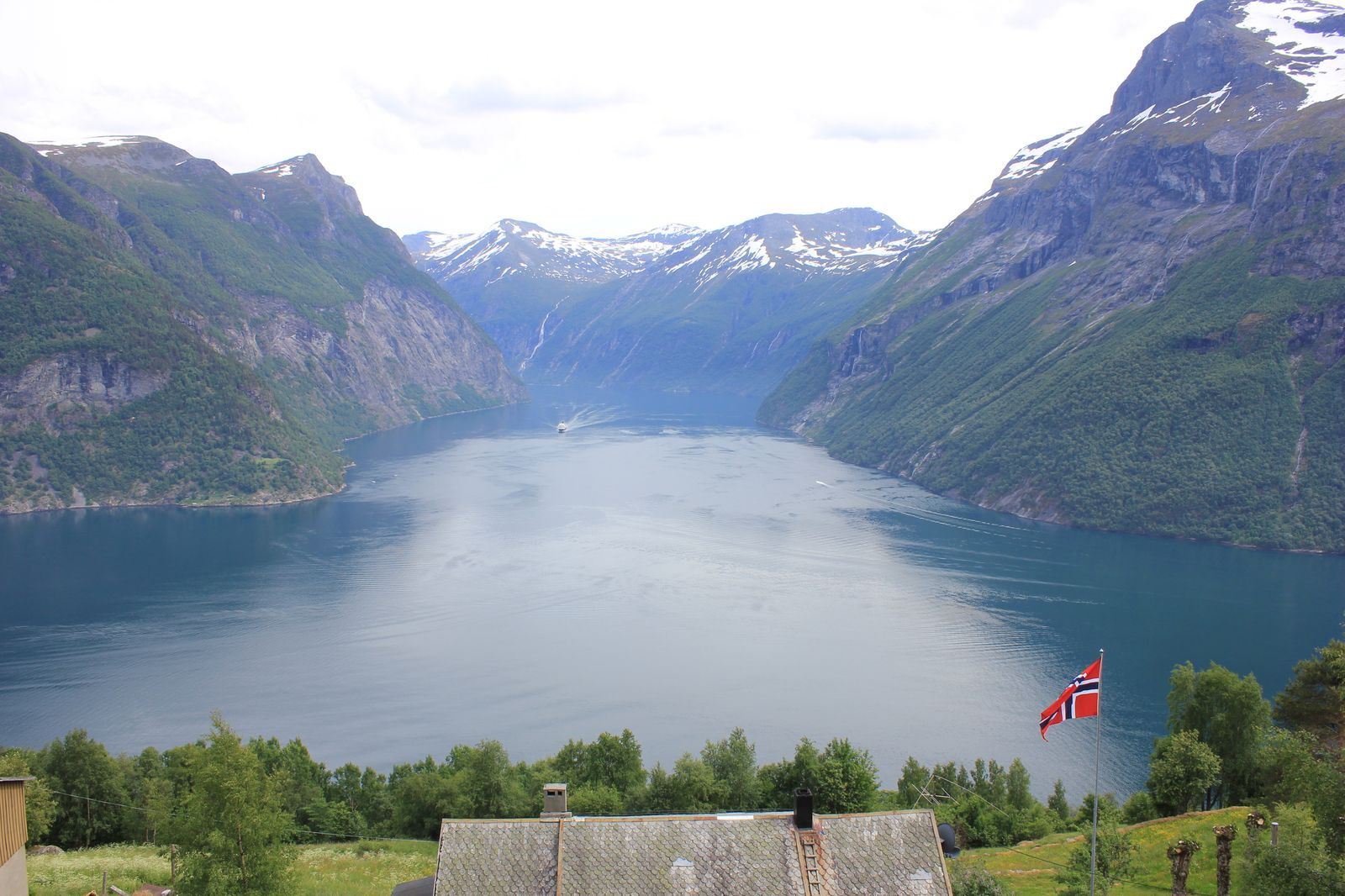
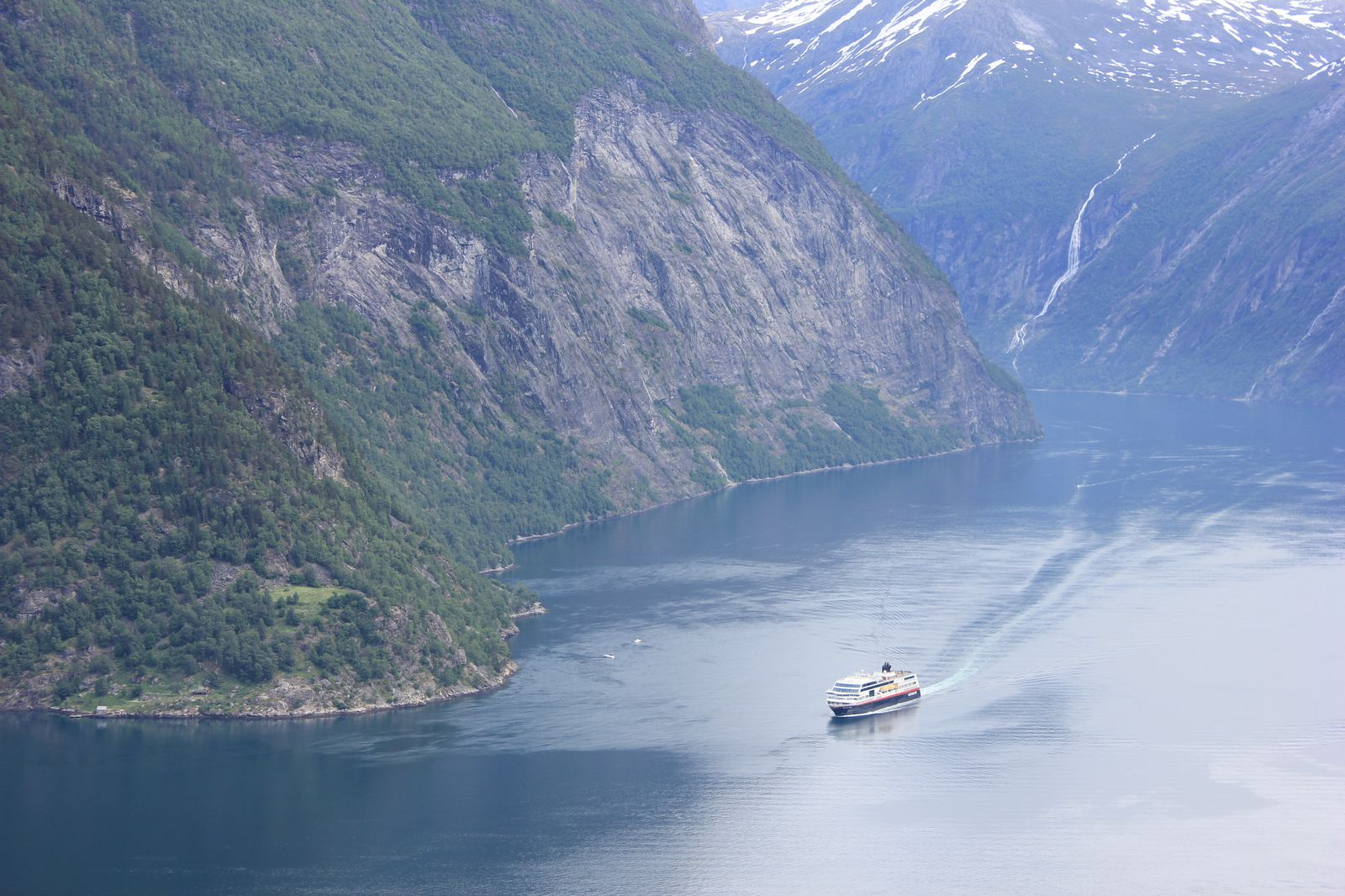
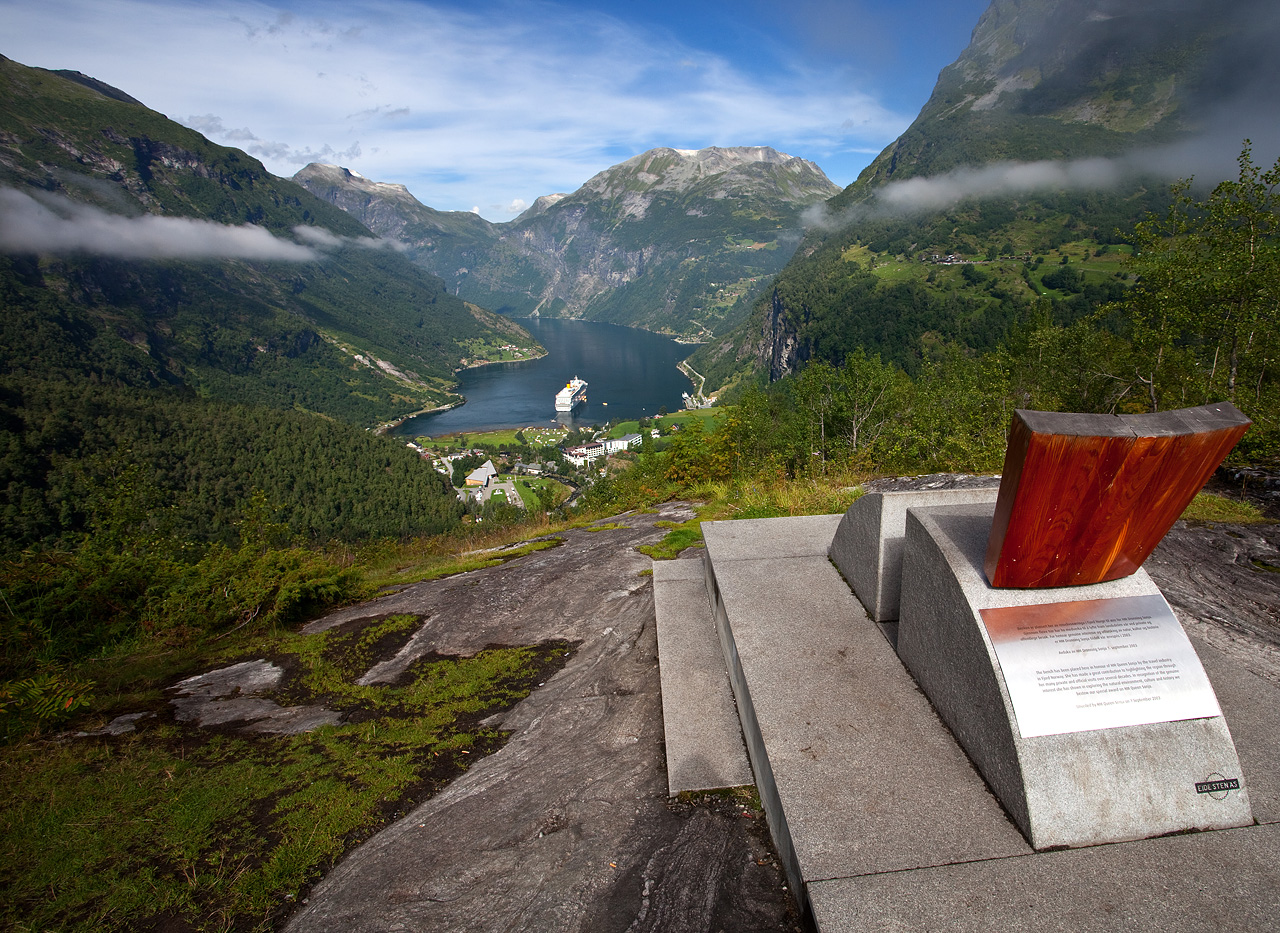